# 三河鉄道デ400形電車
三河鉄道デ400形電車（みかわてつどうデ400がたでんしゃ）は、後の名鉄三河線・蒲郡線などに相当する路線を敷設・運営した三河鉄道が、1940年（昭和15年）に導入した電車（制御電動車）である。
原形は鉄道省より払い下げを受けた木造車であるが、翌1941年（昭和16年）に半鋼製車体を新製する形で鋼体化改造が施工された。ただし、鋼体化竣功は三河鉄道が名古屋鉄道（名鉄）へ吸収合併された後にずれ込んだことから、鋼体化改造後の竣功届は名鉄によって管轄省庁へ提出されている。
デ400形は名鉄への継承後に形式称号がモ3100形と改められ、さらに後年電装解除により制御車ク2100形（2代）と形式称号を変更し、1973年（昭和48年）まで運用された。
以下、本項では三河デ400形として導入された車両形式を「本形式」と記述する。

## 導入経緯
三河鉄道は、輸送力増強を目的として1940年（昭和15年）に鉄道省より郵便・荷物合造車モユニ2形2005の払い下げを受け、デ400形401として導入した。モユニ2005は1914年（大正3年）に鉄道院が京浜線（後の京浜東北線）の電車運転開始に際して導入した鉄道院新橋工場製のデロハ6130形のうち1両（デロハ6135）の後身で、古典的なモニター屋根車体を備える木造車であった。
三河鉄道への払い下げ後、1941年（昭和16年）5月16日付設計変更認可申請にて、台枠および主要機器を流用して木南車輌製造にて原形とは全く異なる半鋼製車体を新製、同年7月16日付竣功届出にて落成した。
なお、三河鉄道は1941年（昭和16年）6月1日付で名鉄へ吸収合併されたため、鋼体化改造後の竣功届は名鉄によって提出されている。

## 仕様
以下、鋼体化改造後の車体および主要機器について記述する。

### 車体
全長16,040 mm・全幅2,700 mmの、構体主要部分を普通鋼製とした半鋼製車体を備える。前述の通り、台枠は種車より流用しているが、車体部分は新規設計によって製造されている。なお、本形式の落成と同時期に南武鉄道が木南車輌製造において新製したモハ500形503・504は、同じく鉄道省払い下げ木造車の台枠を流用して新製された鋼体化車両であり、細部の寸法および仕様の差異を除き両形式はほぼ同一設計の車体を備える。
妻面構造は前後とも貫通扉を持たない非貫通構造とし、前後各妻面に運転台を備える両運転台仕様である。前後各妻面には3枚の前面窓を均等配置し、妻面から側面にかけての窓上下部には補強帯（ウィンドウシル・ヘッダー）を設置する。窓の上下寸法は前面・側面とも865 mmで統一されている。
側面には乗務員扉を持たず、後述する車内乗務員室仕切り壁形状の都合から前後非対称構造を採用する。すなわち、車内側から妻面に向かって左側の運転台部分には他の側窓と同形状の開閉窓を設置し、同右側の車掌台部分の側窓は狭幅の開閉窓とされている。その他、側面に片開き構造の客用扉を片側3箇所備え、客用扉間には4枚の側窓を配置し、側面窓配置は1 D 4 D 4 D (1)（D：客用扉、各数値は側窓の枚数、カッコ付は狭幅窓を示す）である。客用扉下部には内蔵ステップを設置、側扉下端部は車体裾部まで引き下げられているほか、客用扉直下の車体裾部が軌条方向へわずかに引き下げられている。
屋根上には一端にパンタグラフを1両あたり1基搭載するほか、ガーランド形ベンチレーター（通風器）を1両あたり12基、屋根部左右に6基ずつ二列配置する。
車内座席はロングシート仕様で、各客用扉間に計4箇所、定員40人分の座席が設けられている。座面の前後長は465 mmと余裕を持たせた設計とし、厚めのクッション材と相まって座り心地は良好であったと評される。車内の乗務員空間と客室空間は中央部分を除いて仕切り壁によって区分されているが、車内妻面側に向かって左側の運転台スペースは同右側の車掌スペースと比較して客室側へ張り出している。このため、運転台スペースの前後長は1,150 mmと比較的余裕を持たせた設計となっている。

### 主要機器
主要機器は種車より全面的に流用している。主制御器は「Mコントロール」と称されるゼネラル・エレクトリック (GE) 製の電磁単位スイッチ式間接非自動加速制御装置を採用する。主電動機は鉄道省において「MT4」の型番で扱われた制式機種のゼネラル・エレクトリックGE-244-A直流直巻電動機（端子電圧675 V時定格出力115 PS≒85 kW）を、歯車比3.20 (64:20) にて搭載する。台車は鉄道省制式台車のTR14を装着し、制動装置は動作弁にゼネラル・エレクトリック製のJ三動弁を用いたAVR自動空気ブレーキを採用する。
その他、連結器はシャロン式下作用形の並形自動連結器を、集電装置はウェスティングハウス・エレクトリック (WH) 製のS-514-A菱形パンタグラフをそれぞれ採用する。
なお、主制御器は名鉄への継承後にウェスティングハウス・エレクトリック系の電空単位スイッチ式間接非自動加速制御装置に換装され、HL制御車となった。換装当初はウェスティングハウス・エレクトリックHL-272-G6制御装置を搭載したが、後年に同機種の国内ライセンス生産版に相当する三菱電機CB-10-231へ再換装された。また、制動装置も後年動作弁を三菱電機製のM-2-B三動弁に交換し、AMM自動空気ブレーキ仕様に改められている。

## 運用
鋼体化改造竣功後の本形式はデ400形401の原形式・原番号のまま名鉄へ継承された。名鉄には当時「400形401」の形式称号・車両番号が付与された車両（初代モ400形）が既に存在したが、「近キ将来ニ於イテ番号整理スル」 を理由に管轄省庁から車番の重複を黙認されたことが、当時の公文書によって記録されている。
その後、本形式は形式称号および記号番号を名鉄の形式称号付与基準に沿ったものに改め、モ3100形3101と改番された。
モ3101は名鉄継承後も主に旧三河鉄道線に相当する三河線・挙母線などにおいて運用された。運用上の都合により稀に名古屋本線など幹線系統の運用に充当される機会も生じたが、モ3101は客用扉開閉スイッチ（車掌スイッチ）が開扉操作時に忍び錠の抜き取りが不可能な三河鉄道仕様のまま存置されていたことから、ラッシュ時間帯の新名古屋（現・名鉄名古屋）停車時における両側開扉操作の際には忍び錠を2本用意する必要が生じるなど、運用面での苦労があったとされる。
後年、HL制御車各形式の3700系列への更新進捗に伴って、モ3101も主要機器の供出対象となった。主要機器供出後は架線電圧600 V路線区である瀬戸線へ制御車として転属し、同路線に在籍する老朽木造車の淘汰を実施することとした。
モ3101は1966年（昭和41年）1月に瀬戸線の喜多山検車区へ搬入された。搬入後は台車を含む主要機器を取り外したのち、廃車となったク2230形2231より発生した台車など主要機器を装着、間接自動制御（AL制御）仕様の制御車ク2100形2101（形式・記号番号とも2代）として同年2月に竣功した。制御車化に際しては常用ブレーキが従来のAMM自動空気ブレーキからク2231より流用したSCE三管式非常直通ブレーキに変更され、また客用扉を手動扉化し、大津町寄り妻面の運転台を撤去して片運転台仕様に改められた。
瀬戸線転属・制御車化改造後は主にモ700形・モ750形と編成して運用された。また、制御車化改造後も複数回にわたって台車交換が行われ、最終的には鉄道省制式台車のTR13を装着した。
1973年（昭和48年）の3700系（2代）の瀬戸線転属による車両近代化に際して、保安上の問題が大きかった手動扉仕様車が優先的に淘汰されることとなった。ク2101は当時の瀬戸線在籍車両中最も経年が浅かったにもかかわらず、客用扉が手動扉仕様であったことから淘汰対象となり、1973年（昭和48年）9月10日付で除籍され、形式消滅した。また本形式と同日付で、旧三河鉄道の気動車（ガソリンカー）を電車化改造した制御車ク2220形2両も除籍され、これにより名鉄における旧三河鉄道より継承した旅客用車両は全廃となった。